# Orthorrhynchium balanseanum
Orthorrhynchium balanseanum là một loài Rêu trong họ Orthorrhynchiaceae. Loài này được Müll. Hal. miêu tả khoa học đầu tiên năm 1896.